# Rotylenchus robustus
Rotylenchus robustus ist eine Art der Fadenwürmer (Nematoda). Es handelt sich um einen Pflanzenparasiten, der als Ektoparasit an den Wurzeln der Wirtspflanzen frisst.

## Beschreibung
Ausgewachsene weibliche Nematoden der Art werden zwischen 1,2 und 1,8 Millimeter lang. Männchen bleiben etwas kürzer und erreichen Längen von 1,0 bis 1,3 Millimeter. Sind die Muskeln entspannt, sind die Männchen C-förmig, wohingegen die Weibchen in der Regel spiralig daliegen und selten C-förmig sind.
Die Cuticula ist deutlich streifig. Auffallend ist der deutlich entwickelte, etwa 46 Mikrometer lange, lanzenförmige Dorn. Er wird verwendet, um die Wand der Wirtspflanze zu durchstechen und dann an der verletzten Stelle zu saugen.
Die Weibchen verfügen über eine querverlaufende, eingedrückte Vulva mit zwei Zweigen von Gonaden, die in beide Richtungen verlaufen. Das Epitygma, die Vulvenklappe, ist kurz und zweilagig. Das hintere Wurmende ist abgerundet und deutlich geringelt, mit 8 bis 17 Ringen vom Anus bis zur Mitte des Terminus. Männchen haben einen gut erkennbaren, eingefurchten Bursa copulatrix.

## Lebenszyklus
Die erste Häutung erfolgt bereits im Ei, aus dem die Jungtiere nach 14 bis 16 Tagen schlüpfen. Die zweite Häutung findet bei 23 °C nach etwa 100 Tagen statt. Jetzt können männliche und weibliche Individuen durch die sich entwickelnden Gonaden und die Körperlänge unterschieden werden. Nach weiteren 50 Tagen findet eine dritte Häutung statt.

## Verbreitung und Lebensraum
Die Art ist in Europa und Nordamerika weit verbreitet. Rotylenchus robustus bevorzugt sandige Böden. Die Art überlebt auf Brachland bis zu sechs Monate, die Mortalität liegt dabei unter 50 %. Bei Temperaturen unter 13 °C sterben die Individuen, zwischen 18,5 °C und 24 °C entwickeln sie sich am besten.

## Systematik
Eine molekulargenetische Untersuchung aus dem Jahr 2008 ergab eine nahe Verwandtschaft zu Rotylenchus uniformis mit der die Art eine Klade innerhalb der Gattung bildet.

## Bedeutung
Das Wirtsspektrum von Rotylenchus robustus ist sehr breit. Es werden verschiedenste Bäume, Gräser und Kulturpflanzen befallen. Bedeutend sind die Schäden bei Erbsen (Pisum sativum), wo die Art Wurzelfäule verursacht, bei Karotten (Daucus carota) und Kopfsalat (Lactuca sativa). Auch die Zwiebeln von Lilien (Lilium) werden regelmäßig befallen.
Bei gleichzeitigen Vorhandensein von Fusarium oxysporum begünstigt die Nematodenart die Ausbreitung des Pilzes.